# Helisoma anceps
Helisoma anceps is een slakkensoort uit de familie van de Planorbidae. De wetenschappelijke naam van de soort is voor het eerst geldig gepubliceerd in 1830 door Menke.